# Art Pepper+Eleven : Modern Jazz Classics
Albums de Art Pepper
Mucho Calor
(1957) Gettin' Together!
(1960)
Art Pepper +Eleven : Modern Jazz Classics est un album jazz du saxophoniste Art Pepper sur des arrangements de Marty Paich qui paraît en 1959 sur le label Contemporary Records. L'album est l'un des plus appréciés et des plus connus d'Art Pepper. Il comprend plusieurs standards de jazz avec des compositions de Dizzy Gillespie, d'Horace Silver et de Sonny Rollins réinterprétées par Art Pepper. Quinze musiciens participent à l'enregistrement de cet album en plus d'Art Pepper et représentent la « fine fleur » du Jazz West Coast (Pete Candoli, Jack Sheldon, Bob Enevoldsen).

## Titres
À la demande de Pepper, Marty Paich participe aux arrangements de l'album et ils sélectionnent ensemble les douze titres, des classiques du jazz moderne.
Le titre Move est une composition du batteur Denzil Best, souvent reprise par les jazzmen notamment Miles Davis en 1949 sur Birth of the Cool mais interprété avec davantage d'expression par le saxophone ténor de Pepper. Les solos de trombone sont de Bob Enevoldsen et le solo de trompette de Jack Sheldon que l'on retrouve sur l'ensemble de l'album.
À l'origine le morceau de Dizzy Gillespie, Groovin' High se nommait Fast Freight et il l'avait enregistré en 1945 avec Charlie Parker. À l'exception de l'introduction qui est identique à la version d'origine, Paich modifie le reste du morceau pour le rendre plus sautillant avec moins de rapidité.
Le standard Airegin (anagramme de Nigeria) composé par Sonny Rollins a été initialement enregistré par Miles Davis en 1954 sur son album Bags' Groove puis plus tard par d'autres comme Phil Woods. La version de Walkin' interprétée en 1954 par Davis sur l'album du même nom est probablement la plus connue mais le solo au ténor de Pepper est tel qu'il est difficile de distinguer s'il s'agit d'un musicien East Coast ou West Coast.
| N°     | Titre           | Compositeur                                       | Durée |
| ------ | --------------- | ------------------------------------------------- | ----- |
| Face A |                 |                                                   |       |
| 1.     | Move            | Denzil Best                                       | 3:26  |
| 2.     | Groovin' High   | Dizzy Gillespie                                   | 3:22  |
| 3.     | Opus De Funk    | Horace Silver                                     | 3:13  |
| 4.     | 'Round Midnight | Bernie Hanighen, Thelonious Monk, Cootie Williams | 3:32  |
| 5.     | Four Brothers   | Jimmy Giuffre                                     | 2:57  |
| 6.     | Shawnuff        | Ray Brown, Gil Fuller, Dizzy Gillespie            | 2:58  |
| Face B |                 |                                                   |       |
| 7.     | Bernie's Tune   | Jerry Leiber, Bernard Miller, Mike Stoller        | 2:44  |
| 8.     | Walkin' Shoes   | Gerry Mulligan                                    | 3:26  |
| 9.     | Anthropology    | Dizzy Gillespie, Charlie Parker                   | 3:19  |
| 10.    | Airegin         | Sonny Rollins                                     | 3:01  |
| 11.    | Walkin'         | Richard Carpenter                                 | 5:15  |
| 12.    | Donna Lee       | Miles Davis                                       | 3:23  |

Les versions rééditées en CD (1986 : Contemporary - VDJ-1578 et 2008 : Contemporary - UCCO-9277) intègrent des titres supplémentaires; deux versions alternatives du morceau Walkin'  : Walkin'  (Alternate Take 1 - 4:59) et Walkin'  (Alternate Take 2 - 5:05), ainsi qu'une autre version du titre 12 : Donna Lee (Alternate Take - 3:27).

## Enregistrement
Les trois séances d'enregistrement ont lieu au Contemporary's Studio situé à Los Angeles ; le 14 mars 1959 pour l'enregistrement des titres 2, 3, 8 et 10, le 28 mars 1959 pour les titres 2, 6, 9, 12, puis le 12 mai 1959 pour les titres 1, 5, 7, 11.
| Musicien        | Instrument                        | Titre                |  | Équipe technique |              |
| --------------- | --------------------------------- | -------------------- |  | ---------------- | ------------ |
| Art Pepper      | saxophone ténor, alto, clarinette | 1 - 12               |  | Lester Koenig    | producteur   |
| Pete Candoli    | trompette                         | 3, 4, 8, 10          |  | Roy DuNann       | ingénieur    |
| Jack Sheldon    | trompette                         | 1 - 12               |  | Nat Hentoff      | liner notes  |
| Dick Nash       | trombone                          | 1 - 12               |  | Marty Paich      | arrangeur    |
| Bob Enevoldsen  | saxophone ténor ou trombone       | 1 - 12               |  | Roger Marshutz   | photographie |
| Vince DeRosa    | cor d'harmonie                    | 1 - 12               |  |                  |              |
| Herb Geller     | saxophone alto                    | 3, 4, 8, 10          |  |                  |              |
| Bill Perkins    | saxophone ténor                   | 2 - 4, 6, 8 - 10, 12 |  |                  |              |
| Med Flory       | saxophone baryton                 | 1 - 12               |  |                  |              |
| Russ Freeman    | piano                             | 1 - 12               |  |                  |              |
| Joe Mondragon   | contrebasse                       | 1 - 12               |  |                  |              |
| Mel Lewis       | batterie                          | 1 - 12               |  |                  |              |
| Al Porcino      | trompette                         | 2, 6, 9, 12          |  |                  |              |
| Bud Shank       | saxophone alto                    | 2, 6, 9, 12          |  |                  |              |
| Charlie Kennedy | saxophone alto                    | 1, 5, 7, 11          |  |                  |              |
| Richie Kamuca   | saxophone ténor                   | 1, 5, 7, 11          |  |                  |              |

## Réception
Sur AllMusic, l'auteur et critique de jazz Scott Yanow écrit à propos de l'album que « c'est un véritable classique » et ajoute que « les points forts de cette œuvre très agréable sont notamment Move, Four Brothers, Shaw Nuff, Anthropology et Donna Lee, mais à l'écoute il n'y a pas un seul titre jetable. De la musique essentielle pour toute collection sérieuse de jazz ».